# Grigorij Novak
Grigorij Irmovič Novak (5. března 1919 Černobyl – 10. července 1980 Moskva) nebo také Hiršl Novak byl sovětský vzpěrač, Zasloužilý mistr sportu SSSR (1945). Pocházel z židovské rodiny, od dětství spolu s otcem fyzicky pracoval na stavbách a vystupoval v cirkuse jako silák a akrobat. Od roku 1937 byl členem vzpěračského oddílu kyjevského Dynama, roku 1945 byl jmenován zasloužilým mistrem sportu. Na mistrovství světa ve vzpírání 1946 v Paříži vyhrál váhovou kategorii do 82,5 kg a stal se historicky prvním sovětským sportovcem, který získal titul mistra světa. Získal také zlatou medaili na mistrovství Evropy ve vzpírání 1947 v Helsinkách, ve své kariéře vytvořil 23 světových rekordů. Na Letních olympijských hrách 1952 rovněž v Helsinkách obsadil ve váze do 90 kg druhé místo za Američanem Norbertem Schemanskym. Po olympiádě byl v rámci Stalinovy antisemitské kampaně vyloučen z reprezentace a vrátil se k cirkusu, kde se proslavil jako žonglér se třicetikilogramovými závažími. Roku 1969 obdržel titul zasloužilého umělce RSFSR. Zemřel na infarkt myokardu ve věku 61 let těsně před zahájením moskevské olympiády.